# Азимова, Умай Салим кызы
Умай Салим кызы Азимова (азерб. Hümay Əzimova; 17 октября 1898, Бёюк-Бахманлы, Елизаветпольская губерния — 28 января 1940, Ашагы-Яглевенд, Карягинский район) — азербайджанская ковроткачиха.

## Биография
Умай Салим кызы родилась в 1898 году в селе Бёюк-Бахманлы Джебраильского уезда. Её отец, Салим-ага Алы-ага оглу Мухаммедбеков, был знатным мулькадаром и вместе с братом Муртуза-агой имел земли. Её мать, Гюльханым-ханум Кербелайы Салман-бек кызы Керимбейова, была домохозяйкой, владела секретами народной медицины и умело использовала в лечении некоторых болезней лекарственные растения.
Умай-ханум жила и работала в селе Ашагы-Яглевенд Физулинском районе Азербайджана). Сотканный ею ковёр «Бахманлы» был удостоен золотой медали, а она сама была награждена орденом. Была председателем художественной артели «Карабаххалча» по ручным коврам. Наличие при управлении экспериментально-художественной лаборатории давало возможность постоянно работать над созданием новых орнаментов и возрождением тех, что находились на грани исчезновения.
Вышла замуж за Сурхай Рза Кули оглу Азимова. У супружеской пары было 5 детей: сыновья Чингиз, Джахангир, Иса и дочери Чичек и Туту.
Скончалась Умай Азимова 28 января 1940 года в Ашагы-Яглевенде.